# Walter II. von Avesnes
Walter II. von Avesnes (Gautier II. d’Avesnes) (* um 1170; † 1245/46) war ein französischer Adliger aus dem Haus Avesnes. Er war Herr von Avesnes, Leuze, Condé und Guise, darüber hinaus durch Hochzeit Graf von Blois und Chartres.

## Leben
Er war der Sohn von Jakob von Avesnes und Adele von Guise.
Er kämpfte 1214 auf französischer Seite in der Schlacht bei Bouvines, beteiligte sich danach am Fünften Kreuzzug. Im Heiligen Land wurde er gefangen genommen und von Tempelrittern befreit, denen er daraufhin 1218 beim Bau des Château Pèlerin half.
Nachdem er nach Guise zurückgekehrt war, ließ er die Burg modernisieren. Des Weiteren baute er eine Burg in Englancourt, um die Straße in den Hennegau überwachen zu können, und kaufte 1226 die Herrschaft Bohain. Im selben Jahr begleitete er König Ludwig VIII. auf den Albigenserkreuzzug und kämpfte bei der Belagerung von Avignon.
Als Walter 1245 oder 1246 starb, trat der Sohn seiner ältesten Tochter Marie, Johann von Châtillon, sein Erbe an.

## Ehe und Nachkommen
Er heiratete Margarete von Blois (* 1170; † 1230), Gräfin von Blois und Chartres, Tochter des Grafen Theobald V. und der Alix von Frankreich.
Ihre Kinder waren:
- Theobald, † jung
- Marie († 1241), Gräfin von Blois 1231–1241; ⚭ Hugo I. von Châtillon, Graf von Saint-Pol (* 1196 † 1248) (Haus Châtillon)
- Isabelle, ⚭ Johann, Herr von Oisy und Montreuil

## Einzelnachweis
1. ↑  Vgl. Michel Roquebert: L’épopée cathare. Band 3: Le Lys et la Croix, 1116–1229. Perrin, Paris 2007, ISBN 978-2-262-02652-3 (Tempus 171).

| Vorgänger    | Amt                                                      | Nachfolger |
| ------------ | -------------------------------------------------------- | ---------- |
| Jakob        | Herr von Avesnes 1191–1245                               | Johann I.  |
| Theobald VI. | Graf von Blois und Châteaudun (de iure uxoris) 1218–1230 | Marie      |

| Personendaten    | Personendaten          |
| ---------------- | ---------------------- |
| NAME             | Walter II. von Avesnes |
| KURZBESCHREIBUNG | französischer Graf     |
| GEBURTSDATUM     | um 1170                |
| STERBEDATUM      | 1245 oder 1246         |